# Hard Drivin'
Hard Drivin' (Japans: ハードドライビン) is een computerspel dat werd ontwikkeld door Atari Games Corporation en uitgegeven door Domark Software. Het spel kwam in 1989 uit als arcadespel. Vrij snel hierna volgende release voor verschillende homecomputers. 
De speler rijdt in een sportauto en moet zo snel mogelijk een parcours rijden en hierbij zoveel mogelijk checkpoints halen. De auto is hand- of automatisch geschakeld. Tijdens het spel rijden in beide richtingen verkeer. Het spel heeft stunttracks en snelheidstracks. Een snelheidstrack is meestal langer waardoor de speler hogere snelheden kan behalen. Een stunttrack is vaak technischer waarbij de speler over een brug moet springen of door een looping moet rijden. 

## Platforms
| Jaar | Platform                                                        |
| ---- | --------------------------------------------------------------- |
| 1989 | Amiga, Amstrad CPC, Arcade, Atari ST, Commodore 64, ZX Spectrum |
| 1990 | DOS, Sega Mega Drive                                            |
| 1991 | Lynx                                                            |

## Ontvangst
| Beoordeeld door                | Platform        | Datum          | Score |
| ------------------------------ | --------------- | -------------- | ----- |
| The Games Machine (GB)         | Atari ST        | januari 1990   | 90%   |
| ST Action                      | Atari ST        | januari 1990   | 72%   |
| Computer and Video Games (CVG) | Atari ST        | juli 1991      | 69%   |
| GamePro (USA)                  | Lynx            | november 1991  | 60%   |
| Video Games                    | Sega Mega Drive | maart 1991     | 57%   |
| Mean Machines                  | Sega Mega Drive | januari 1991   | 51%   |
| All Game Guide                 | Sega Mega Drive | 1999           | 50%   |
| All Game Guide                 | Lynx            | 2007           | 30%   |
| Zzap!                          | Commodore 64    | december 1990  | 20%   |
| The Video Game Critic          | Sega Mega Drive | 8 januari 2001 | 16%   |

## Vervolgen
- Race Drivin' (1990)
- Hard Drivin' II - Drive Harder (1991, Atari ST, Commodore Amiga)
- Hard Drivin's Airborne (1993)
- Street Drivin' (1993)